# Douglas Bennett
Douglas Bennett   (Saint-Lambert, 13 de setembre de 1918 - Montreal, 28 de juny de 2008) fou un piragüista d'aigües tranquil·les canadenc que va competir durant les dècades de 1930 i 1940.
S'inicià practicant la natació i jugant a hoquei sobre gel, però en veure que no evolucionava en la natació decidí passar-se al piragüisme. Entre 1934 i 1939 guanyà diversos campionats nacionals i es classificà per participar en els Jocs Olímpics d'Estiu de 1940, suspesos posteriorment per l'esclat de la Segona Guerra Mundial.
El 1948 va prendre part en els Jocs Olímpics d'Estiu de Londres, on disputà dues proves del programa de piragüisme. Guanyà la medalla de plata en la prova del C-1 1.000 metres i fou quart en la del C-2 1.000 metres. Es retirà el 1949.
El 2000 fou inclòs al Canadian Olympic Hall of Fame i el 2003 al Quebec Sports Hall of Fame.